# 87P/Bus
87P/Bus, komet Enckeove vrste.